# 澤梅什鄉
46°35′N 26°25′E / 46.583°N 26.417°E
澤梅什鄉（羅馬尼亞語：Comuna Zemeș, Bacău），是羅馬尼亞的鄉份，位於該國東北部，由巴克烏縣負責管轄，面積107平方公里，海拔高度521米，2007年人口5,119，人口密度每平方公里48人。